# تعلم سلبي

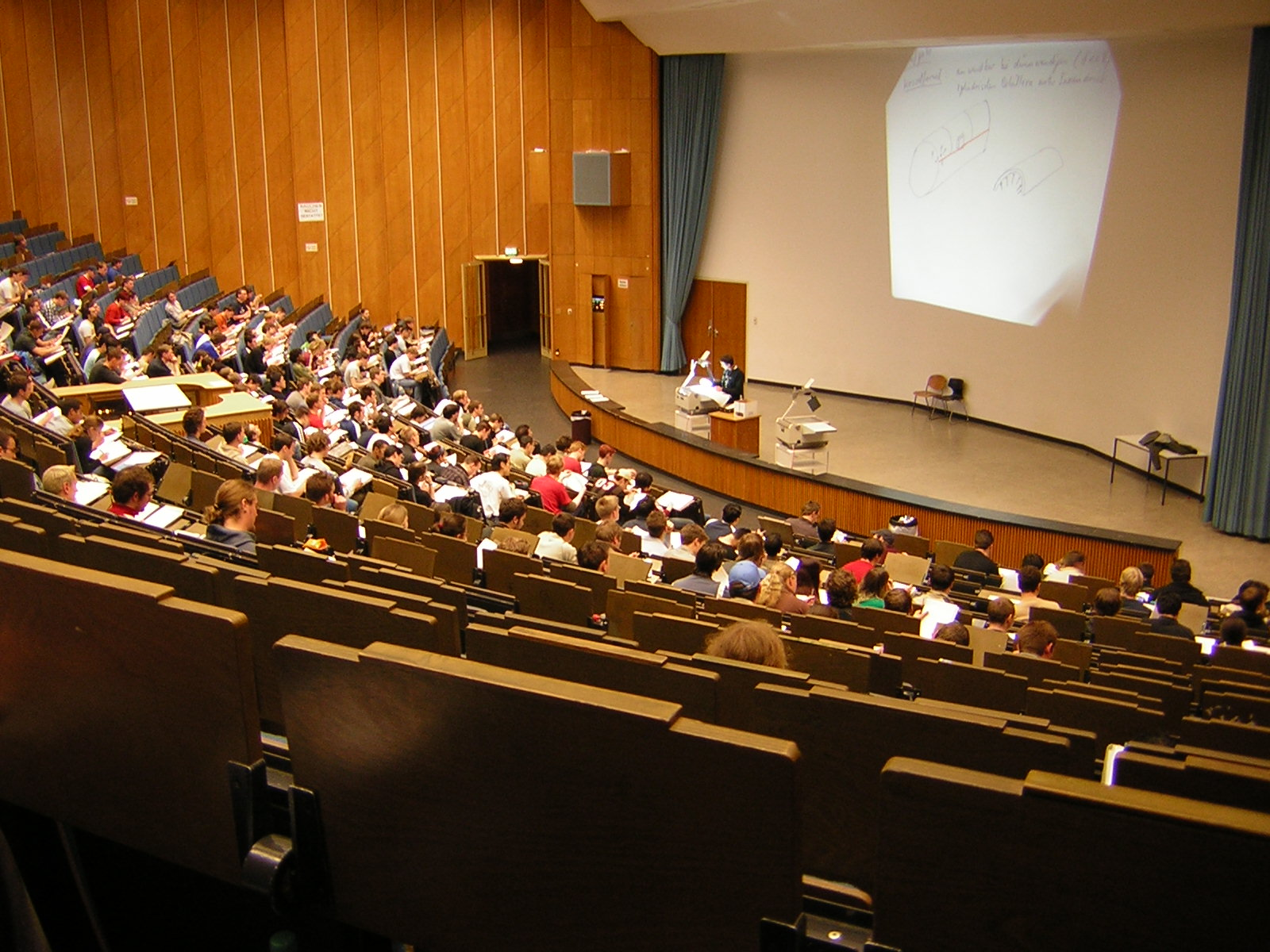
قاعة محاضرات الجامعة في آخن

التعلم السلبي هو طريقة للتعلم أو التدريس حيث يتلقى الطلاب معلومات من المدرب ويستوعبها، و «حيث لا يتلقى المتعلم أي ملاحظات من المدرب».غالبًا ما يتم استخدام المصطلح جنبًا إلى جنب مع التعليم المباشر والمحاضرة، ويكون التعلم السلبي هو النتيجة أو النتيجة المقصودة للتعليم. هذا النمط من التعلم يرتكز على المعلم ويتناقض مع التعلم النشط، الذي يركز على الطالب، حيث يلعب الطلاب دورًا نشطًا أو تشاركيًا في عملية التعلم، والأسلوب السقراطي حيث ينخرط الطلاب والمعلمون في حوار جدلي تعاوني. التعلم السلبي هو الطريقة التقليدية المستخدمة في المدارس النموذجية للمدارس والمدارس الحديثة، وكذلك الخدمات الدينية التاريخية والمعاصرة في الكنائس (الخطب) والمساجد والمعابد.
التعلم السلبي ليس مجرد نتيجة لنموذج تعليمي. قد يستوعب المتعلمون السلبيون المعلومات والمعارف بهدوء دون الانخراط عادة في المعلومات الواردة أو تجربة التعلم. لا يجوز لهم التفاعل مع الآخرين، أو تبادل الأفكار، أو المساهمة في الحوار. يقدر أن 60 في المائة من الناس هم متعلمون سلبيون.

## السلبي مقابل التعلم النشط
كانت فعالية التعليم التقليدي وأساليب التعلم السلبي محل نقاش لبعض الوقت. يمكن إرجاع الأصول الحديثة للتعليم التدريجي، مع التعلم النشط كعنصر، إلى أعمال القرن الثامن عشر لجون لوك وجان جاك روسو، وكلاهما معروف باسم رواد الأفكار التي سيتم تطويرها من قبل منظري القرن العشرين مثل كما جون ديوي. كتب لوك أن «الحقيقة والمعرفة... ينبعان من الملاحظة والخبرة بدلاً من التلاعب بالأفكار المقبولة أو المقدمة».

## مزايا

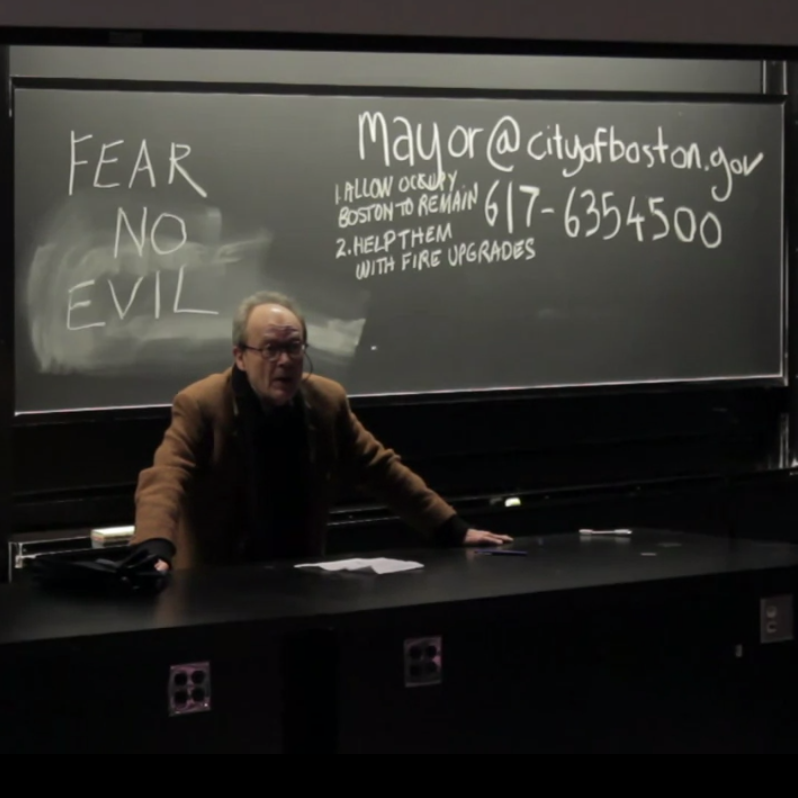
محاضرة في جامعة هارفارد

تشمل مزايا التعلم السلبي ما يلي: التعرض لمواد جديدة، سيطرة أكبر من قبل المعلم على الفصل أو الجمهور أو الطلاب ؛ فرصة لتنسيق منظم وجذاب ؛ ضمان تكملة للموضوع خارج بيئة التعلم ومساحة التعلم ؛ القدرة على توضيح المواد الدراسية ؛ تقديم كمية كبيرة من المعلومات في وقت قصير ؛ يمكن إعداد المواد التعليمية (ملاحظات المحاضرة، النشرات، الوسائط السمعية البصرية، إلخ) مقدمًا ؛ يمكن تحديد المفاهيم والمحتويات المهمة وعرضها بطريقة منظمة ومهيكلة وذات مغزى ؛ القدرة على تسهيل التواصل من الدرجة الأولى. يمكن أن يسمح هذا التنسيق أيضًا بنشر المواد التي لم يتم نشرها بعد أو أنها متاحة بسهولة.
أظهرت تجربة معشاة ذات شواهد تقارن السلبي (محاضرة مدتها 60 دقيقة) ونشطة (محاضرة لمدة 30 دقيقة مع التفاعلات بين أزواج الطلاب) عدم وجود فروق بين الطريقتين في معرفة الطلاب أو مواقفهم. ومع ذلك، كان تصور المشاركة مع المحتوى المقدم أقل بالنسبة لمجموعة التعلم السلبية.

## سلبيات

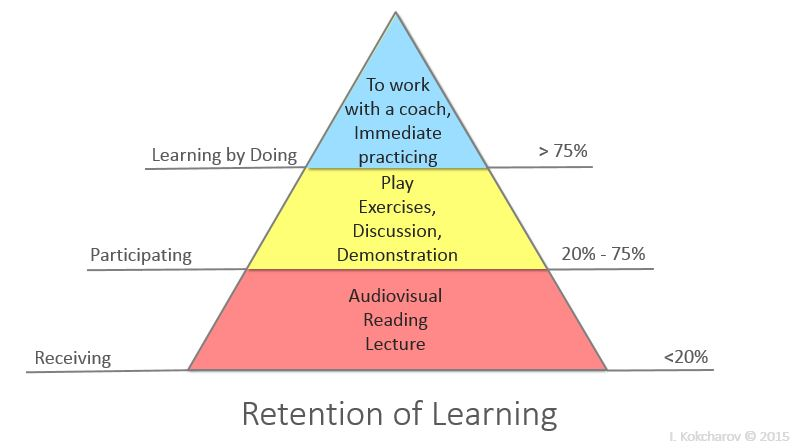
تعلم الاحتفاظ الهرم. طرق التعلم السلبي أدناه وأساليب التعلم النشط أعلاه

تتضمن مساوئ التعلم السلبي الافتراض المطلوب بأنه لكي يكون التعلم ناجحًا، سيتلقى الطلاب موضوع «بعقول مفتوحة، مثل الأوعية الفارغة أو الإسفنج» ؛ سيقوم المعلم بملء عقول الطلاب بالمعرفة من أجل الحصول على نتائج أفضل للامتحان. يتيح التعلم السلبي فرصة محدودة لتقييم مدى تعلم الطلاب للمحتوى وللأسئلة أو التوضيحات أو المناقشة. قد يكون الطلاب متحفظين حول السماح للمدرسين بمعرفة أنهم لا يفهمون المعلومات الأساسية وقد يترددون في طرح الأسئلة في الفصل. مع عدم وجود فرصة للتطبيق، فإنه لا يشرك باستمرار استخدام الطلاب للمهارات المعرفية العليا. النموذج القياسي هو تنسيق محاضرة مع اتصال أحادي الاتجاه لا يشرك المستمع. كما يتطلب أن يكون لدى المدرب مهارات التحدث والعرض الفعالة. يتوقع من الطلاب انتظار تقديم المعلومات ثم اتباع الإرشادات الخاصة بما يجب فعله بهذه المعلومات. يتم التركيز على تكرار المعلومات دون التفكير أو إظهار الفهم. يمكن أن يؤدي ذلك إلى المعالجة السطحية بدلاً من التعلم الأعمق، وقدرة أقل على استخدام ما تم تعلمه، وتعتبر الدراسة غير ذات صلة من قبل الطلاب.يمكن مقارنة مساوئ التعلم السلبي بمزايا التعلم النشط. وقد اقترح أنه في حين أن المشاركة النشطة مع المواد والطلاب والمدربين، وما إلى ذلك قد تكون حاسمة في التعلم، فإن المشاركة النشطة قد لا تكون كذلك.